# ستهی تاون
ستهی تاون (به انگلیسی: Sethi Town) یک منطقهٔ مسکونی در پاکستان است که در پیشاور واقع شده‌است. ستهی تاون ۳۴٬۰۰۰ نفر جمعیت دارد.